# Joanna Korsbäck
Joanna Maria Korsbäck, född 16 april 1991, är en svensk innebandyspelare.
Korsbäck började spela innebandy i Värmdö IF. Hon har senare representerat Hammarby IF IBF i div 1 och Täby IS i elitserien.